# Kotuts Lerr
Kotuts Lerr är ett berg i Armenien.   Det ligger i provinsen Ararat, i den centrala delen av landet, 40 kilometer sydost om huvudstaden Jerevan. Toppen på Kotuts Lerr är 2 019 meter över havet.
Terrängen runt Kotuts Lerr är huvudsakligen kuperad, men åt sydost är den bergig. Närmaste större samhälle är Vedi, 12,4 kilometer sydväst om Kotuts Lerr. 
Trakten runt Kotuts Lerr består i huvudsak av gräsmarker. Runt Kotuts Lerr är det ganska tätbefolkat, med 155 invånare per kvadratkilometer.